# Musée Nissim de Camondo
Het Musée Nissim de Camondo is een museum in Parijs dat is gelegen aan de rand van het Parc Monceau in het 8e arrondissement. Het museum is gehuisvest in het 20e-eeuwse woonhuis van Moïse de Camondo (1860-1935), telg uit de bankiersfamilie Camondo. In het museum bevindt zich een grote collectie 18e-eeuwse Franse meubels en diverse kunstwerken.

## Geschiedenis

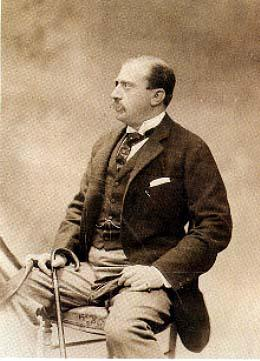
Moïse de Camondo

Tussen 1911 en 1914 liet de Camondo het huidige stadspaleis bouwen op de plek waar voorheen het stadspaleis van zijn ouders stond, dit werd hiervoor gedeeltelijk gesloopt. Het huis werd gebouwd door de architect René Sergent die zich liet inspireren door het Klein Trianon in Versailles. De tuin werd ontworpen door de uit die tijd bekende landschapsarchitect Achille Duchêne.
De Camondo was een fervent kunstliefhebber en verzamelaar en legde een uitgebreide collectie aan van met name 18e-eeuwse Franse meubels.
In 1935 kwam hij te overlijden en heeft hij het huis en zijn kunstcollectie aan de Franse staat vermaakt. In zijn testament liet hij vastleggen dat er niets verplaatst of veranderd mag worden in het huis. Het huis en de collectie kwam in het beheer van L'Union centrale des arts décoratifs (later genoemd Les Arts décoratifs en sinds 2018 Le MAD)
Het huis kreeg de naam Musée Nissim de Camondo een eerbetoon aan de jong overleden zoon van Moïse, Nissim, die als piloot actief was in de Eerste Wereldoorlog en sneuvelde in 1917.

## Galerij

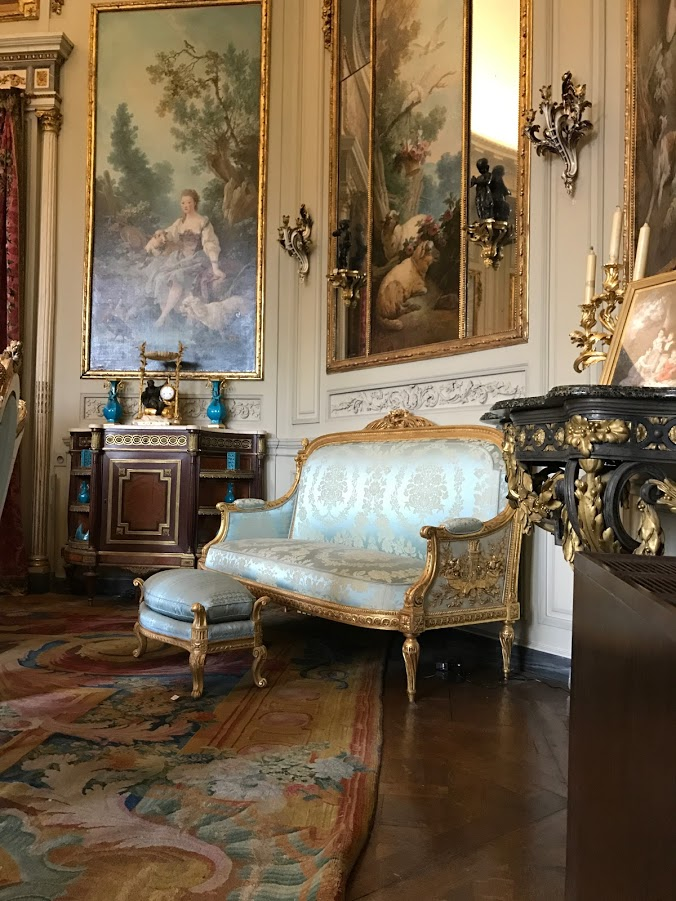
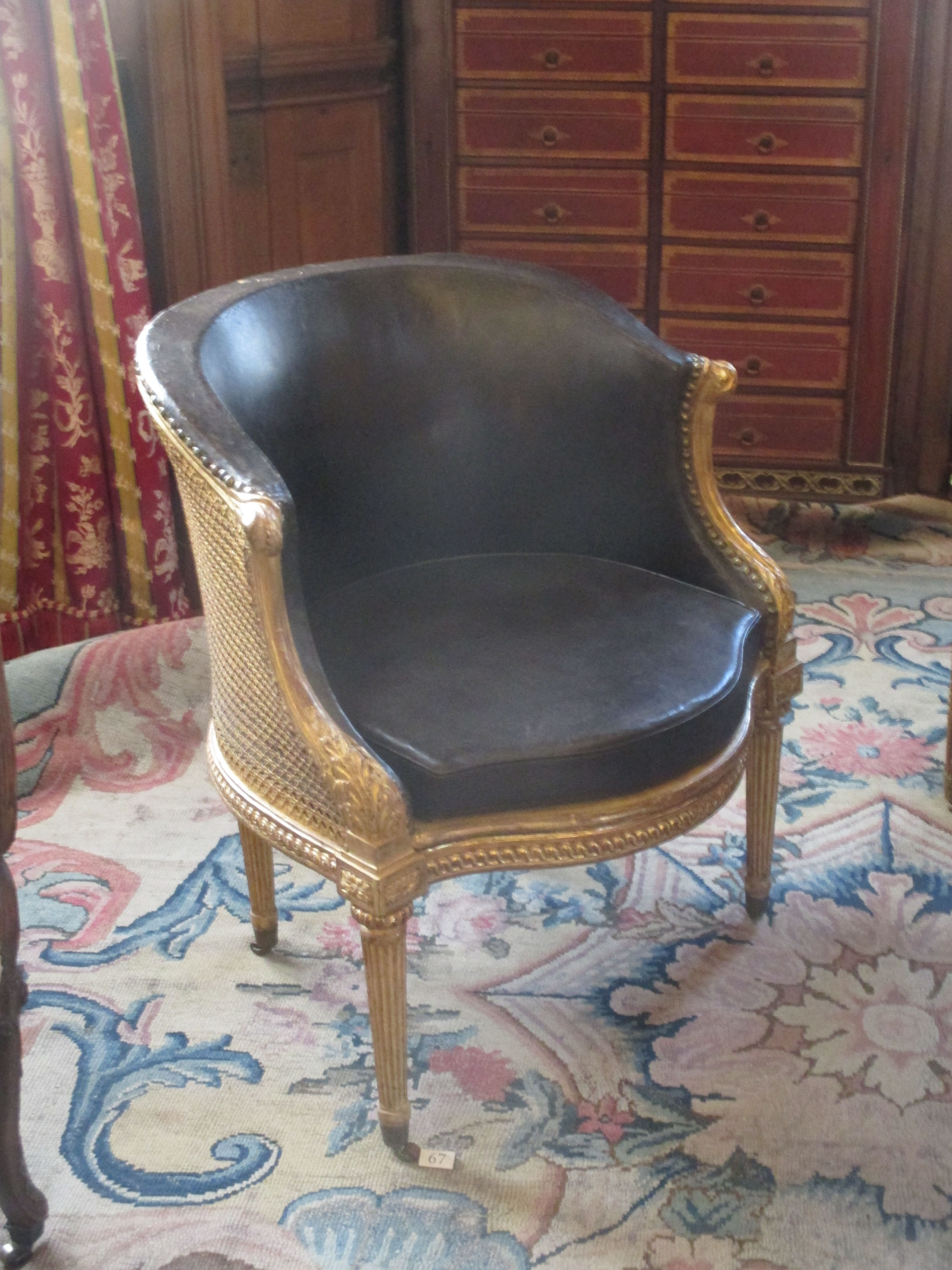
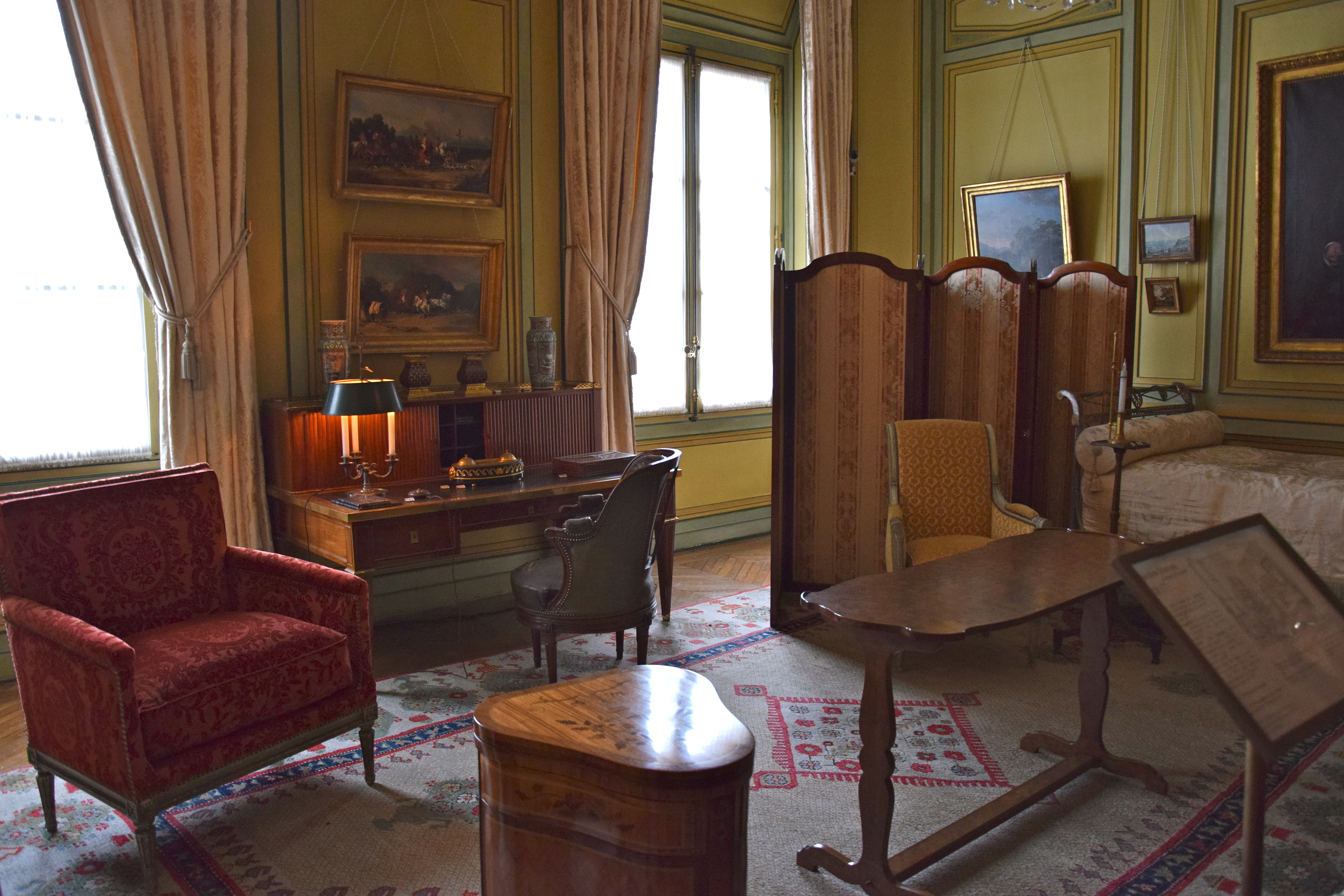

## Boek
De geschiedenis van het museum tegen de achtergrond van het leven van Moïse de Camondo, wordt magistraal weergegeven in de zeer persoonlijke roman Brieven aan Camondo (2021) van de Britse schrijver Edmund de Waal. Het boek beschrijft de opkomst van deze Joods-Sefardische, van oorsprong Turkse, familie Camondo binnen het Franse establishment. En vervolgens hun ondergang in de Tweede Wereldoorlog waarin de laatst overlevenden van de familie via het doorgangskamp Drancy naar Auschwitz worden weggevoerd en daar vermoord.